# Chiesa di Nostra Signora del Suffragio e Santa Zita
La chiesa di Nostra Signora del Suffragio e Santa Zita è una chiesa particolarmente importante della città di Torino e situata nel quartiere San Donato, in via San Donato 33.
Si tratta di una costruzione neoromanica, realizzata nel 1866 per iniziativa di Francesco Faà di Bruno.
Rappresenta il coronamento dell'attività misericordiosa del beato Francesco Faà di Bruno che fondò l'Opera di Santa Zita nel 1859; la congregazione delle suore minime di Nostra Signora del Suffragio, fondata dallo stesso Faà di Bruno nel 1881, trasse il suo nome dal titolo della chiesa.

## Descrizione

### Il campanile

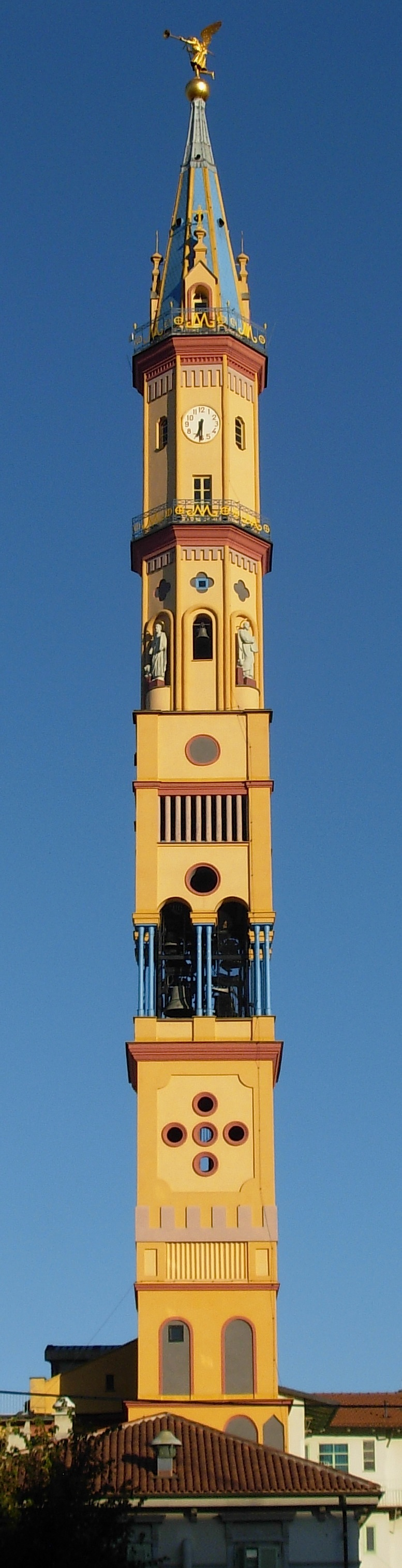
Il campanile della chiesa di Santa Zita, all'interno del cortile dell'istituto delle Suore Minime di Nostra Signora del Suffragio.

Il suo campanile, con i suoi 83 metri, è una delle costruzioni più alte della città di Torino. La sua progettazione fu inizialmente assegnata all'architetto vercellese Edoardo Arborio Mella da Francesco Faà di Bruno che, successivamente, decise invece di occuparsi personalmente della realizzazione della chiesa e del campanile nel suo complesso. I lavori al campanile cominciarono nel 1876 e terminarono nel 1881, realizzati in condizioni abbastanza difficili per l'epoca, poiché la sua particolarità è l'ampiezza della base di appena cinque metri, oltre che all'utilizzo di tecniche miste di costruzione. La prima parte infatti, è a base quadrata, realizzata in muratura a mattoni pieni, mentre a metà della struttura è collocata la cella campanaria riportante delle bifore per ciascun lato, realizzata con 32 colonnine di ghisa per favorire il propagarsi del suono, nonché agevolare l'elasticità strutturale e contrastare la resistenza all'aria; la parte superiore è a base ottagonale, riprendendo il prospetto della cupola ed è realizzata con mattoni forati più leggeri. I prospetti sono scanditi da monofore a tutto sesto, due cornici marcapiano e dai quattro quadranti dell'orologio il cui meccanismo è ivi collocato. La guglia è nuovamente realizzata in ghisa ed è sormontata da un angelo dell'Apocalisse intento a suonare una tromba.
La proverbiale elasticità della struttura fu messa alla prova dal rovinoso uragano che colpì Torino il 23 maggio 1953 (e che spezzò la guglia della Mole Antonelliana), dal quale, però, il campanile uscì assolutamente indenne.

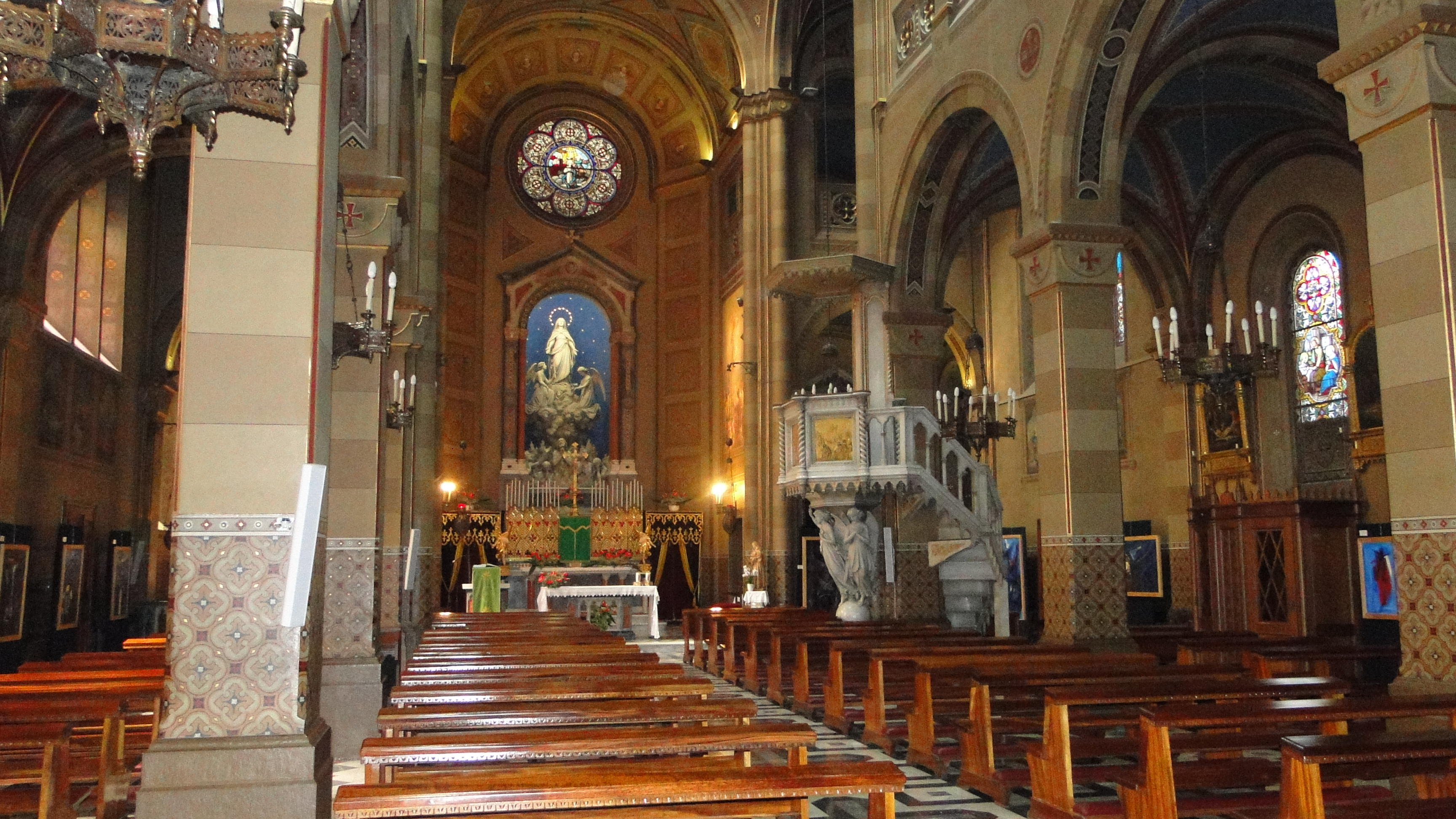
Interno della chiesa, pulpito ed altar maggiore

L'altezza significativa dell'edificio è dovuta a una ragione prettamente sociale: Faà di Bruno voleva evitare che i lavoratori torinesi venissero ingannati sull'orario di lavoro. Calcolò così che un orologio di due metri di diametro collocato sulle quattro facce del campanile a circa 70 metri di altezza, sarebbe stato visibile in gran parte della città e liberamente consultabile da tutti.
Nel corso del 2010, il campanile è stato oggetto di un accurato restauro, al fine di rendere possibile la sua apertura al pubblico. Inoltre in alcuni periodi dell'anno beneficia di una suggestiva illuminazione notturna, che lo rende visibile da distanze notevoli.

### Interno
L'interno è a tre navate. Le due navate laterali sono sormontate da un matroneo. Attorno all'ultimo pilastro della navata destra vi è il pulpito, in marmo bianco. La crociera del transetto è sormontata da una cupola. Dietro l'altare della navata centrale vi è la statua della Nostra Signora del Suffragio Universale, realizzata in un unico blocco di marmo di Carrara e firmata da Antonio Tortone.
Entrando a destra si apre una cappella contenente l'urna con i resti del fondatore, il beato Francesco Faà di Bruno, e un affresco che lo raffigura.

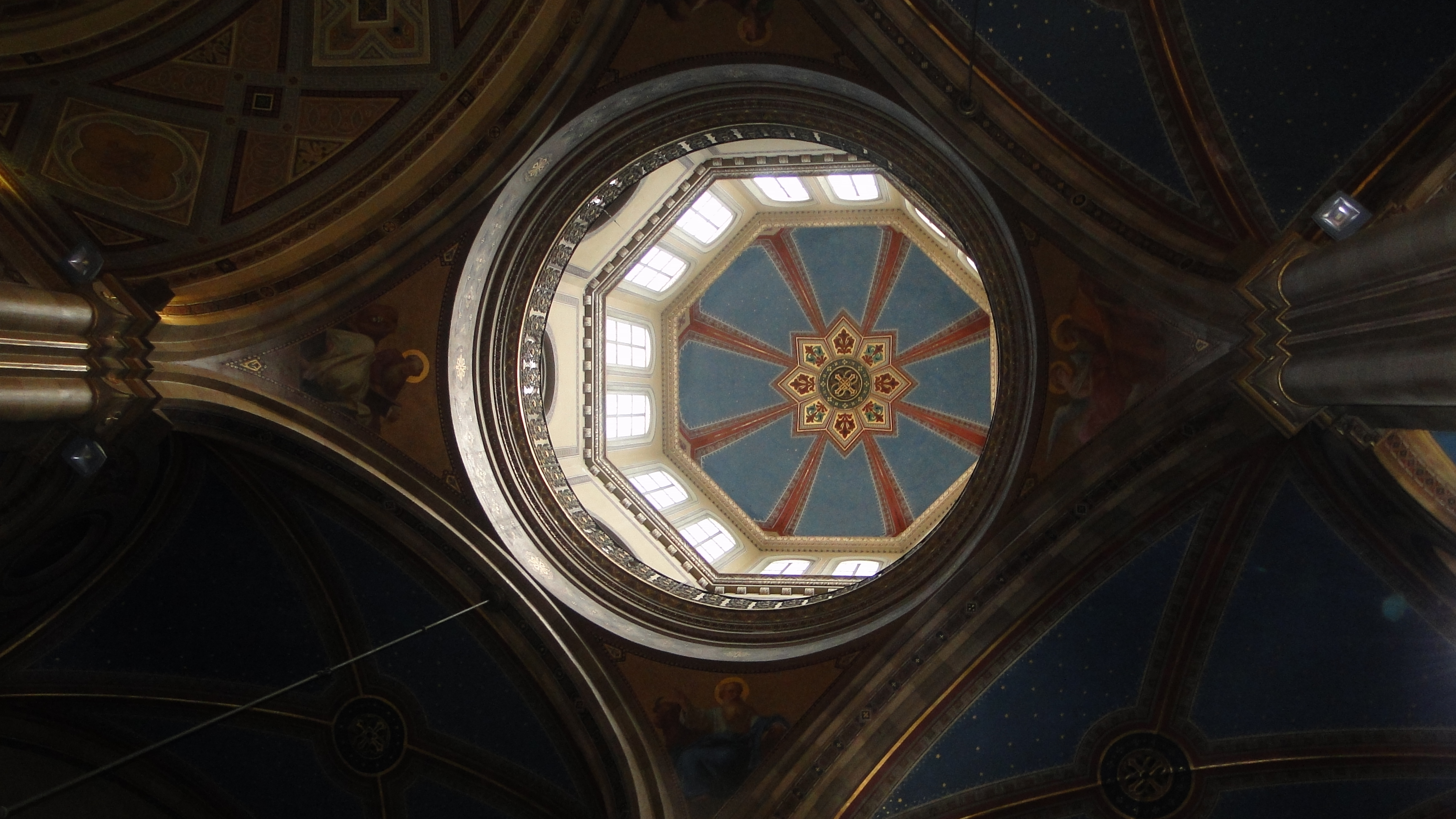
La cupola sormontante la crociera del transetto vista dall'interno
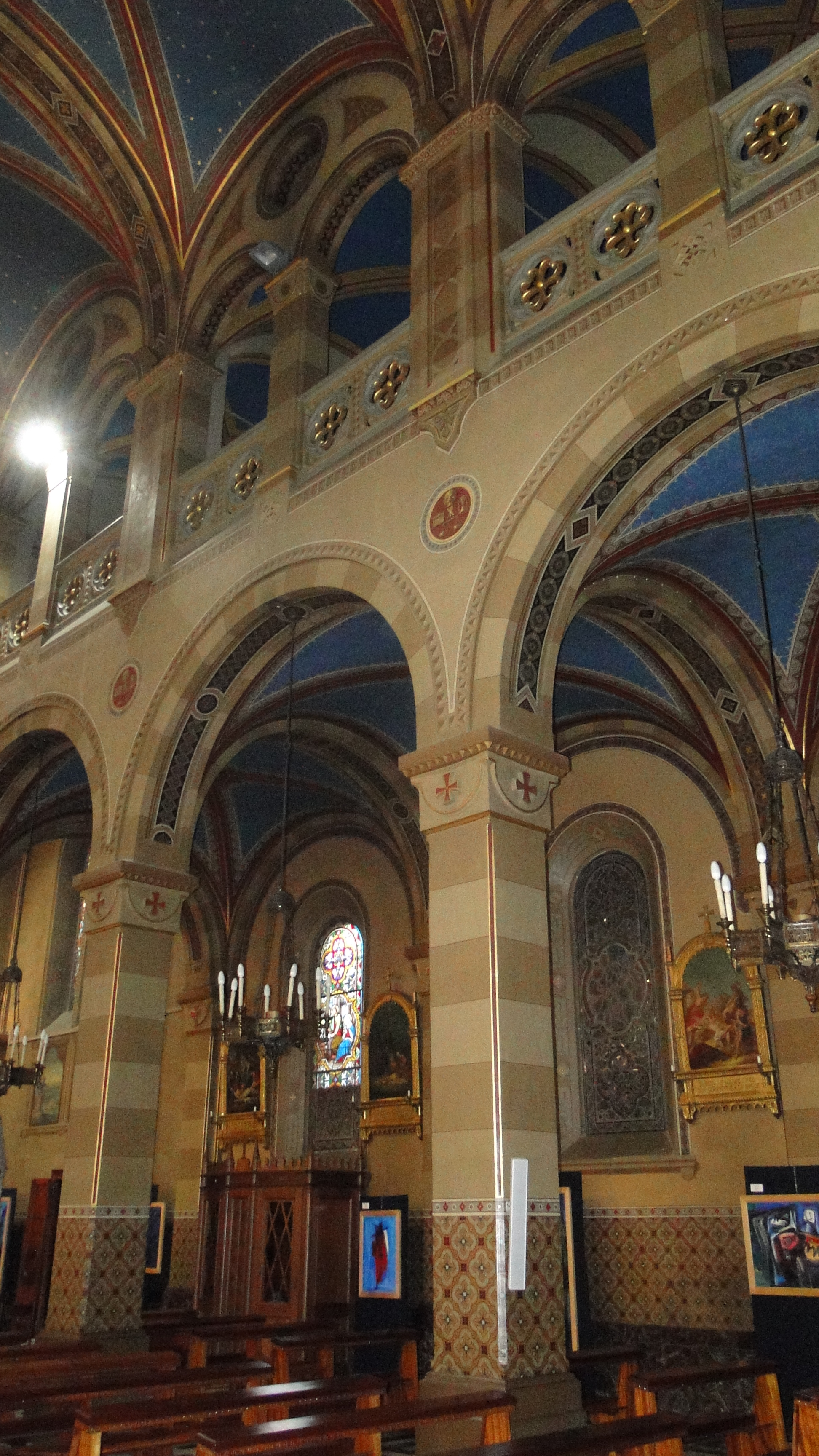
Navata destra e matroneo
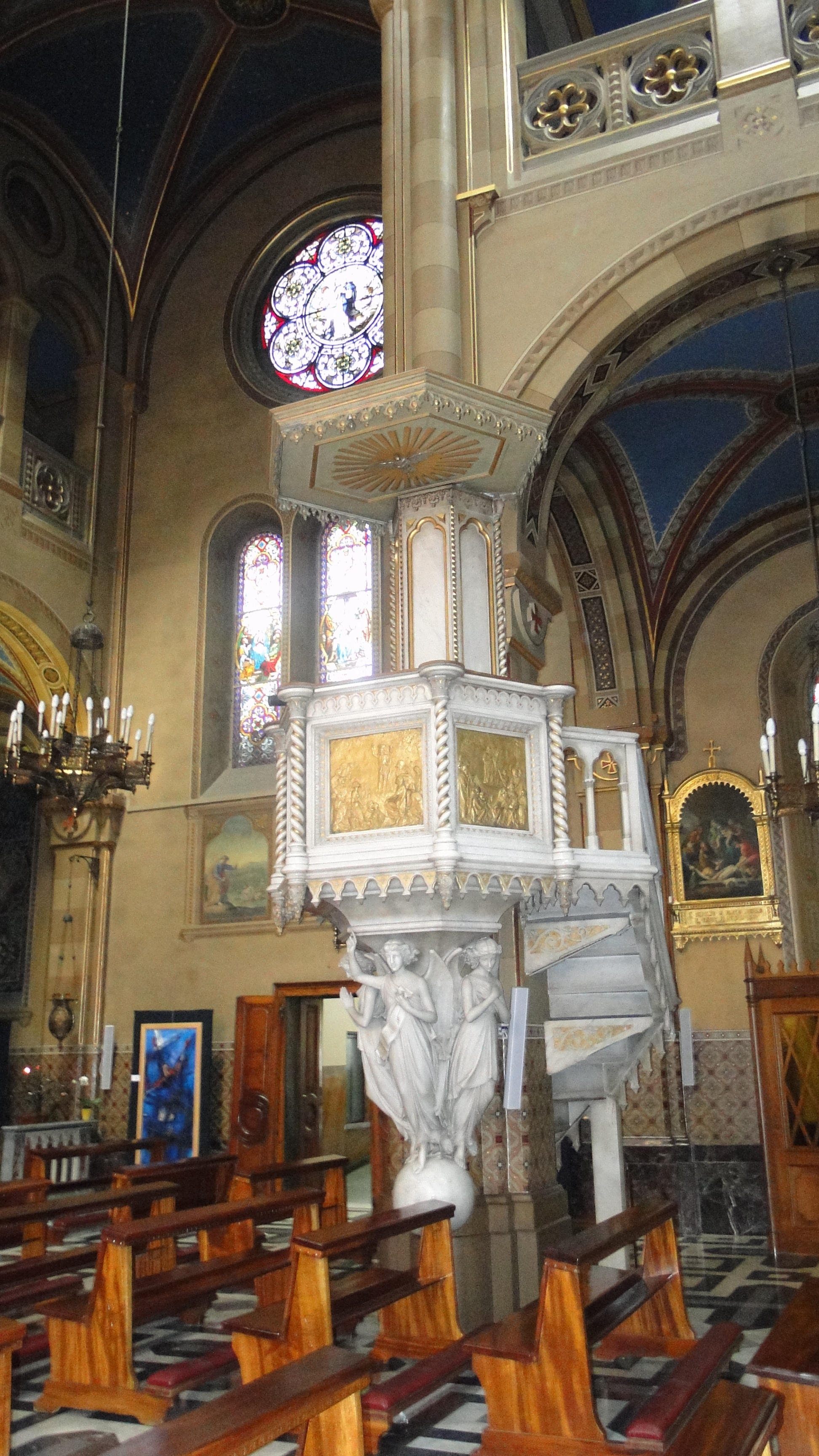
Pulpito
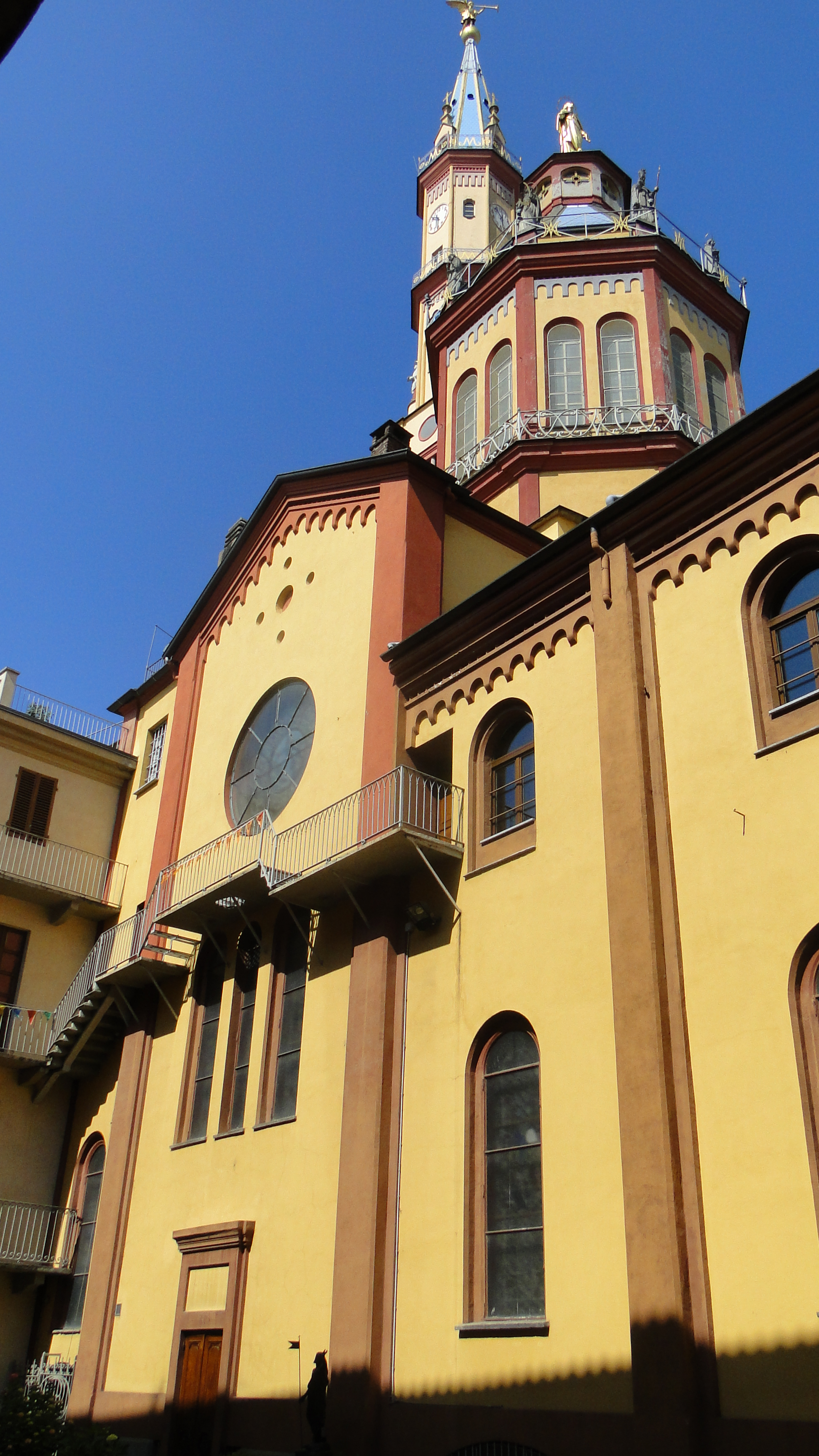
Esterno della chiesa - Veduta del lato est